# Vergessene Reiche

Aktuelles Logo der Vergessenen Reiche (ab D&D Edition 3)

Die Vergessenen Reiche (im Original Forgotten Realms) sind eine fiktive Kampagnenwelt für das Rollenspiel Dungeons & Dragons.

## Geschichte

### Einführung
Als Nachfolger der ersten D&D-Welt Greyhawk erreichten die Forgotten Realms bald Kultstatus, wurden über 20 Jahre hinweg kontinuierlich ausgebaut und weiterentwickelt und gelten bis heute als die am detailliertesten ausgearbeitete Spielwelt überhaupt. Es handelt sich um eine am europäischen Mittelalter orientierte Kampagnenwelt, die zum Beispiel von Magiern und anderen mächtigen Wesen bewohnt wird. Dieser westliche Teil des Kontinents Faerûn auf dem Planeten Abeir-Toril hat die Ausmaße Amerikas und bietet von Erzmagiern bis zu skrupellosen Geheimbünden, von Drachen bis zu den berüchtigten Drow (Dunkelelfen) im Unterreich alle Zutaten eines klassischen Fantasy-Settings.
Weiter gefasst gehören zu den Vergessenen Reichen einige Spielwelterweiterungen, die für die zweite Auflage von (A)D&D erschienen: Kara-Tur, eine fernöstliche Spielwelt, das Gebiet der Horde, eine wilde von Nomadenvölkern bewohnte Region zwischen Faerûn und Kara-Tur, Maztica, ein westlich von Faerûn gelegener Kontinent mit mittel-/südamerikanischem Flair, Al-Qadim, eine südlich von Faerûn gelegene arabisch angehauchte Region und Netheril, ein früheres Zeitalter Faerûns, während dessen große magische Menschen-Reiche die damals bekannte Welt bedeckten.

### 1980er-Jahre
In den 1980er Jahren machte ein damals unbekannter Bibliothekar namens Ed Greenwood auf sich aufmerksam, da er in Rollenspielpublikationen immer wieder ungewöhnlich detaillierte Abenteuer und Szenarien veröffentlichte. Als TSR auf der Suche nach einer neuen Spielwelt für AD&D war und ihn um Unterlagen bat, erhielt es gleich kistenweise handschriftliche Unterlagen von ihm. Auch heute noch steuert er immer wieder neue Artikel, Romane und Spielwelt-Erweiterungen bei, auch wenn die Vergessenen Reiche inzwischen von Wizards of the Coast federführend weiterentwickelt werden. Mehrere namhafte Computer-Rollenspiele wie Baldur’s Gate, Icewind Dale, Neverwinter Nights und Pool of Radiance spielen in den Vergessenen Reichen (vgl. auch Liste der offiziellen D&D-Computerspiele). Darüber hinaus erschienen zahlreiche Romane zur Spielwelt, am bekanntesten sind jene von R. A. Salvatore.

### Späte 1980er-Jahre bis Mitte der 1990er
Nach der Einführung der Forgotten Realms Kampagne wurde der erste Roman, der auf dieser Spielewelt basierte, im März 1987 mit dem Titel Darkwalker on Moonshae veröffentlicht. In den darauffolgenden Jahren startete die Roman-Reihe um die Figur Drizzt Do’Urden, geschrieben von R. A. Salvatore, die bis heute in mehr als 17 Bänden erschien und sich mehrmals auf der New York Times Bestseller list wiederfand. 1993 wurden die Forgotten Realms aufgrund der zweiten Edition des Regelsystems Advanced Dungeons&Dragons (AD&D) einem Update unterzogen.

### Späte 1990er-Jahre bis heute
1998 erschien die populärste Computerspielumsetzung der Forgotten Realms, Baldur’s Gate. Mit der dritten Edition des AD&D-Regelsystems von Wizards of the Coast, die die insolvente TSR im Jahre 1997 aufgekauft hatten, wurde die dritte Edition der Forgotten Realms 2001 veröffentlicht. Diese Edition wurde 2002 mit dem Origins Award für Best Role-Playing Game Supplement of 2001 ausgezeichnet.
Im August 2007 wurde von Wizards of the Coast eine neue Version des Kampagnenwelt-Regelwerks angekündigt, die im Zuge der Umstellung auf die vierte Edition von D&D im August 2008 erschien. Diese Umstellung wurde literarisch in der Transition Trilogy von R. A. Salvatore (eine neue Romantrilogie mit den Charakteren aus den Drizzt-Romanen) behandelt.
Die Vergessenen Reiche wurden damit teilweise radikal verändert, ganze geographische Regionen verschwanden und wurden durch Regionen einer anderen Welt ersetzt. Die Reiche sollten damit „dramatischer und fantastischer“ werden, wie WotC bekannt gab. Auch das Magiesystem wurde dadurch umgestellt und eine Reihe von Gottheiten fielen weg.

## Veröffentlichungen

### Romane und Comics
Für Romane siehe Liste der Vergessene-Reiche-Romane und Forgotten Realms: Die Vergessenen Welten (Romanreihe).
Als Comic: Unter Vergessene Reiche - Die Saga vom Dunkelelf von R. A. Salvatore begann 2006 eine Comic-Serie (Panini Verlag, Band 1: ISBN 3-8332-1388-4).

### PC-Spiele
Vergleiche Liste der offiziellen D&D-Computerspiele, viele der dort beschriebenen Titel spielen in den Forgotten Realms.

### Postspiel
Forgotten Realms: War of the Avatars (Reality Simulations) Origins Award 1994

### Kinofilm
Dungeons & Dragons: Ehre unter Dieben 2023

## Spielwelt

### Spielervölker
Die folgenden sind für Spielercharaktere die am häufigsten gewählten Rassen. Außerdem haben Charaktere in den Forgotten Realms – wie in D&D üblich – eine Gesinnung und gehören einer Klasse an.
- Menschen
- Elfen (u. a. Waldelfen und Wildelfen)
- Eladrin (u. a. Mondelfen und Sonnenelfen)
- Drow
- Drachengeborene
- Gnome (Felsengnome und Tiefengnome)
- Goliath
- Halblinge (Hobbits)
- Halbelfen
- Halborks
- Shifter (Longtooth und Razorclaw)
- Zwerge (u. a. Schild-, Berg- / Goldzwerg)

Folgende Rassen sind Humanoide, meist Halb-Menschen, die aus einer Vereinigung mit einem Wesen aus einer anderen Ebene entstanden sind.
- Devas (Celestisch Berührt)
- Tiefling (Infernal Berührt)
- Genasi (Erdseele, Feuerseele, Sturmseele, Wasserseele und Windseele)

#### Drow (Dunkelelfen)

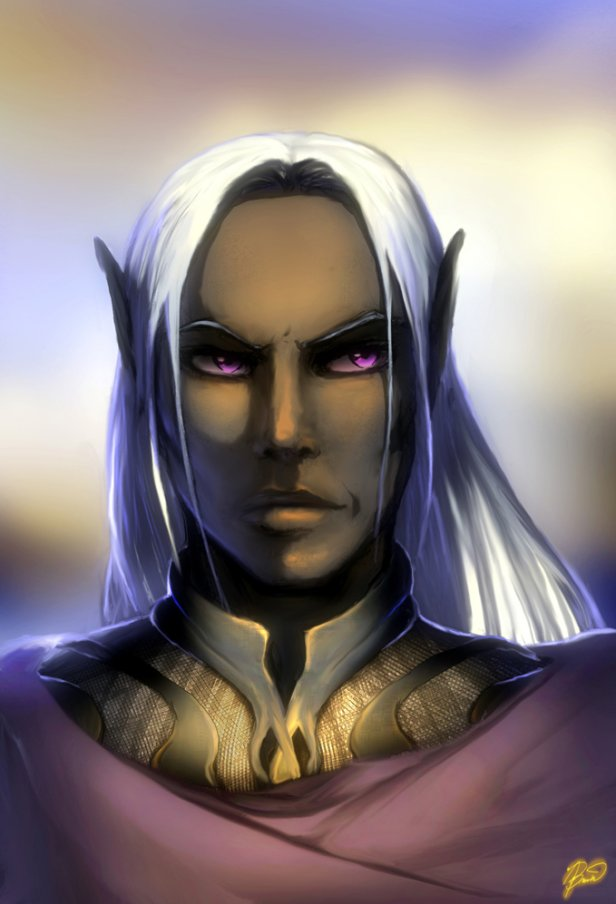
Drizzt Do’Urden

Die Drow (ausgesprochen „Drou“) sind Elfenwesen aus dem Unterreich, einer „Welt“ unter der uns bekannten Oberflächenwelt. Ursprünglich lebten sie wie die anderen Elfenvölker an der Oberfläche, bis diese die Drow in die Unterwelt vertrieben. Diese Domäne teilen sie sich beispielsweise mit Illithiden und Duergar. Die Drow sind im Allgemeinen böser Gesinnung, haben ebenholzschwarze oder dunkelgraue Haut, blutrote, gelbe oder violette Augen und zumeist weiße Haare. Eine ihrer besonderen Fähigkeiten ist die Infravision (in der Dritten Edition von D&D nur noch Dunkelsicht). Drow sind meist in einem Matriarchat organisiert, in welchem die Männer so gut wie keine Rechte haben und das von den Priesterinnen der Spinnenkönigin Lloth geleitet wird. In Drowstädten gibt es verschiedene Adelshäuser, welche untereinander um die Macht kämpfen, sowohl politisch als auch mit Waffengewalt. Dies geht teilweise sogar so weit, dass manche Häuser vernichtet werden.
Alle anderen Rassen sind in den Augen der Dunkelelfen minderwertig und verdienen entweder die Sklaverei oder die komplette Auslöschung. Tod- und Erbfeind der Drow sind die an der Oberfläche lebenden Elfen.
Bekannte Vertreter der Drow sind Drizzt Do’Urden, Zaknafein Do’Urden, Jarlaxle, Liriel Baenre und Nathyrra.

### Seltenere und monsterartige Kreaturen
Der Hauptanteil der Monster in den Forgotten Realms stammt aus der Liste der Monster in Dungeons&Dragons. Deshalb können hier erwähnte Kreaturen auch in anderen Welten vorkommen, einige Arten sind jedoch ein Charakteristikum der Forgotten Realms.
Diese Rassen sind durchgehend böser Gesinnung und werden deshalb oft zur Kategorie der „Monster“ gezählt, obwohl sie teilweise durchaus auch eine eigene (wenn auch meistens primitive) Zivilisation aufgebaut haben. Manch andere dagegen sind nur in bestimmten Gebieten oder aufgrund ihrer geringen Zahl selten anzutreffen.

### Götter
Die Vergessenen Reiche haben eine polytheistische Gemeinschaft. Götter sind ein integraler Bestandteil der Welt. Sie interagieren mit den Sterblichen und antworten auf Gebete. Sie verfügen über zahlreiche Diener auf der materiellen Ebene, in Form von Gläubigen, Klerikern, Paladinen und Auserwählten. Die Auserwählten sind sterbliche Gläubige, die einen Teil der Macht ihres Gottes erhalten haben und dadurch als sterbliche Repräsentanten der Götter in Erscheinung treten. Klerikern hingegen werden von den Göttern, die sie verehren, Zauber gewährt. Ihre Pflichten und Rechte werden von Ao auf den „Tafeln des Schicksals“ festgehalten. Jeder Gott hat ein sogenanntes „Portfolio“, das bestimmte Konzepte umfasst, wobei sie – basierend auf den Werten Macht und Einfluss – in hohe, niedere und halbe Gottheiten eingeteilt werden.
Ao ist die Übergottheit der ganzen Sphäre. Er steht in jeder Beziehung über allen anderen Gottheiten und ist auch nicht wie diese auf Anbetung von Sterblichen angewiesen. Er kann andere Gottheiten absetzen oder Sterbliche zu Gottheiten erheben. Seine Aufgabe ist, die Balance unter den Gottheiten aufrechtzuerhalten. So löste er zum Beispiel die „Zeit der Sorgen“ aus, in welcher er nahezu alle Götter zwang, auf der materiellen Ebene unter den Sterblichen zu wandeln. Da er sich in der Regel nicht mit Sterblichen befasst und auch keine Zauber gewährt, wird er so gut wie nie direkt angebetet.
Tote Götter sind aufgrund eines Ereignisses wie beispielsweise der „Zeit der Sorgen“ vernichtet worden oder wegen schwindender Anhängerschaft in Vergessenheit geraten, da Götter auch durch ihr Gefolge Macht erhalten. Tote Götter befinden sich in einer anderen Dimension in einer Art Schlafzustand und können also theoretisch – wie es etwa bei Bane der Fall war – wiedererweckt werden.
Gottheiten des generellen Pantheons werden überwiegend von Menschen angebetet, daneben gibt es u. a. je einen speziellen Elfen-, Drow-, Zwergen-, Halblings-, gnomischen und orkischen Pantheon und diverse sonstige Gottheiten.

### Unterwelt
Erzteufel und Dämonenprinzen können, obwohl sie „nur“ die mächtigsten Vertreter ihrer Spezies sind, ihren Anbetern ebenfalls klerikale Magie gewähren sowie auf Gebete und Zeremonien antworten.
Die Hölle, die Heimat der Teufel, erstreckt sich in den Forgotten Realms auf neun Unterebenen. Dabei stehen die Regenten der unteren Ebenen im Rang über den Herrschern der oberen Ebenen. Der Anführer der neunten Unterebene und somit Herrscher über alle Ebenen der Hölle ist Asmodeus. Alle Erzteufel streben stets nach einem Aufstieg in der Hierarchie, was zu zahlreichen Intrigen untereinander führt. Es ist jedoch nicht bekannt, dass die Hölle seit dem Beginn ihrer Existenz durch jemand anderen als ihren derzeitigen Regenten geführt wurde.
Neben der Hölle existiert eine zweite Ebene des Bösen, die Abyss. Während die Hölle durch die rechtschaffenen und dadurch disziplinierteren Teufel dominiert wird, leben in der Abyss die chaotischen Dämonen. Wie die Hölle ist auch die Abyss in mehrere, aber deutlich mehr Unterebenen unterteilt. Mindestens 666 dieser Unterebenen sind bekannt. Im Gegensatz zur Hölle gibt es in der Abyss aufgrund der chaotischen Gesinnung ihrer Einwohner keine klare Hierarchie. Selbst die mächtigsten Dämonen herrschen über höchstens 3 Unterebenen zur gleichen Zeit.
Sowohl Dämonen als auch Teufel sind ständig bemüht, ihren Machtbereich zu vergrößern. Neben ihrem Krieg gegen die guten Kreaturen der äußeren Ebenen, welche mit Engeln vergleichbar sind, und ihrem ständigen Bestreben, die Seelen der Sterblichen zu korrumpieren, führen sie offen Krieg gegeneinander. Dieser Krieg wird auch Blutkrieg genannt und wird hauptsächlich auf den obersten Unterebenen der Hölle und Abyss sowie auf diversen anderen äußeren Ebenen ausgetragen. Die Tatsache, dass die zahlenmäßig deutlich überlegenen Dämonen keinen dieser Konflikte bisher für sich entscheiden konnten, ist der Tatsache geschuldet, dass die verschiedenen Dämonenfürsten zusätzlich noch Krieg untereinander führen.

### Organisationen
Die Vergessenen Reiche sind mit Organisationen übersät. Stellvertretend für diese Gruppierungen seien folgende aufgezählt, die überregional von Bedeutung sind.
- Der Eiserne Thron: Eine undurchsichtige Handelsorganisation, die durch politische Einflussnahme versucht, ihren Machtbereich zu erweitern. Obwohl niemals eine direkte Verbindung nachzuweisen war, wurde der eiserne Thron auch immer wieder mit kriminellen Handlungen in Verbindung verbracht.
- Das Grafenbündnis: Diese Gruppe ist ein loser Zusammenschluss der Herrscher vieler Städte im Norden und in den westlichen Herzlanden, zum Zwecke gegenseitiger Hilfe und Schutzes.
- Die Flammende Faust: Größte Söldnerorganisation Faerûns, ansässig in Baldur’s Gate.
- Die Harfner: Die Harfner versuchen, das Gleichgewicht der Vergessenen Reiche aufrechtzuerhalten.
- Die Heraldiker/Herolde: Dies ist eine Organisation von Historikern, Beratern und Schiedsrichtern in Fragen der Heraldik. Sie registrieren und bewahren die Wappen der Adligen und Nicht-so-Adligen in den Reichen. Oft werden sie auch bei anderen Fragen des Adligen Lebens als Schiedssprecher hinzugezogen. Um diese Aufgaben zu erfüllen, haben sie sich strikter Neutralität und Unparteilichkeit verschrieben.
- Der Drachenkult: Eine der größten Organisationen der Vergessenen Reiche, die an die Prophezeiung des großen Magiers Sammaster glaubt, die besagt, dass untote Drachen irgendwann über ganz Faerûn herrschen werden.
- Die Roten Magier: Eine mächtige Organisation von Magiern aus Thay, die mithilfe des Verkaufs von günstigen magischen Gegenständen zu Geld und Macht zu kommen versucht und sich damit von der jahrhundertelangen Praktik eines Eroberungsfeldzugs gelöst hat.
- Die Schattendiebe: Eine sehr einflussreiche Gruppierung von Dieben an der Schwertküste.
- Die Zentarim: Eine dunkle Organisation, die versucht, die Macht in den Reichen zu erlangen, ursprünglich eine Handelskompanie.
- Die Silberne Hand: Eine geheime Organisation von ausschließlich weiblichen Magiern, die, unter dem Banner der Göttin Sêlune, mehr und mehr versteckten Einfluss auf das Geschehen in Toril nimmt und gegen den immer weiter verbreiteten Shar-Kult kämpft.